# O Separatista
O Separatista («El Separatista» en portugués), fue un periódico de tendencia separatista paulista que circuló en el Estado de São Paulo en 1932, en vísperas de la Revolución Constitucionalista de 1932. Tuvo sólo tres números: los publicados en enero, abril y junio de ese año. Fundado por Rubens Borba de Moraes, contó con la colaboración de Alfredo Ellis Júnior y Agenor Machado. Se imprimió en Tipografía Ferraz en São Paulo, por la noche, después de que los empleados se habían ido, y los estudiantes lo distribuyeron de puerta en puerta.

## Historia
El periódico defendió enérgicamente la lucha separatista del pueblo paulista:
"El separatismo paulista no es un nuevo ideal. Siempre existió. Si hoy, sin embargo, el deseo de separar São Paulo de este Brasil tropical es una idea triunfante que se ha apoderado de la mayoría de los paulistas, es porque más que nunca sentimos cuánto nos cuesta ese peso muerto, cuánto nos avergüenza. nosotros, qué diferente es de nosotros, cuánto nos odia… La separación de São Paulo de Brasil es una fatalidad histórica. Es más, es una fatalidad económica".
En ese mismo editorial se justificaba el anonimato de los editores en los siguientes términos:
“No es por cobardía que actuamos de forma anónima. Es por inteligencia… Quienes quieran ayudar O Separatista que anuncien nuestros ideales, que tengan el coraje de ser separatistas paulistas. Es mucho."

#### Economía paulista
El movimiento separatista se basó en el alto costo económico para São Paulo de ser parte integral de Brasil: siempre fue el estado el que más contribuyó a los fondos públicos. El artículo "O pagador geral" defendió esta tesis, concluyendo que no había "ventaja" de que São Paulo perteneciera a Brasil. Es quien paga los déficits de todos los demás estados, sin reservar primero las cuotas para el buen desenvolvimiento de sus audiencias.”

Se reafirmó con insistencia el potencial económico paulista, obstaculizado por el lastre que representaban los demás estados, especialmente los del Norte y Nordeste de Brasil. El artículo "Qué es un país" planteó así la pregunta: "Si el idioma fuera la única razón para formar un país, Alemania y Austria (países fronterizos cuyo idioma alemán se usa) no estarían separados. Hispanoamérica sería una sola república. El hecho de que también se hable portugués en el Amazonas no obliga a São Paulo a ponerse bajo la misma bandera que los amazonenses. Lo que determina nuestra nacionalidad es nuestro problema económico y no nuestra raza o idioma. El brasileñista más arraigado jamás tendrá el coraje de sostener que São Paulo y Brasil tienen el mismo problema económico”. Así se cuestionó la nacionalidad:
"El Amazonas todavía está en la fase de caza y pesca, el Piauí y el Rio Grande del Sur, etc. son estados agrícolas y São Paulo ya está entrando en la fase industrial… São Paulo, por lo tanto, tiene intereses antagónicos a los de los demás estados del país, que tienen grandes importaciones… Con este mestizaje en Brasil, se verifica que no hay nacionalidad brasileña, que no hay pueblo "brasileño", sino un pueblo de mineiro, pueblo paulista, pueblo rio-grandense, etc. ¿Cómo quieren hacer de estos pueblos una [única] nacionalidad?"

### Segunda edición
El segundo número del periódico, publicado en abril de 1932, tuvo amplia circulación. Esto ocurrió, según Paulo Nogueira Filho, por dos razones: la existencia en São Paulo de una conciencia separatista y el hecho de que el periódico defendiera una posición contraria a la negociación entre el Frente Única Paulista, formado por el Partido Democrático brasileño y el Partido Republicano Paulista, y el "dictador gordito" (referencia a Getúlio Vargas). En este número se acentuó el radicalismo de la línea editorial del periódico. El Brasil fue visto como "otro país":
“El gran país vecino, Brasil, atraviesa una crisis política de la mayor gravedad… gobernado por una dictadura ridícula y sin prestigio. Brasil está pasando por los últimos momentos de su vida… Que este país amigo muera en paz. Él está condenado. ¡Con el tiempo sabremos gritar a las armas!"
En ese mismo número, la posición contra la migración masiva de personas del Norte y Noreste de Brasil a São Paulo fue tomada sin rodeos:
"¿Cuál es la resolución del famoso problema del Norte [de Brasil]? ¡Haz que los bárbaros emigren en masa! Esta es la solución que encontró el gobierno brasileño. ¡Interventor paulista telegrafió ofreciendo São Paulo a los norteños! Entonces, ¿no son suficientes los que ya han emigrado aquí con empleos públicos?”.

### Tercera edición
En junio de 1932, se publicó la tercera y última edición del periódico. Los cargos administrativos, según consta en el expediente, debido al anonimato, fueron ocupados por figuras venerables de la historia paulista: director, el bandeirante Fernão Dias Pais; redactor jefe, el bandeirante Antônio Raposo Tavares; secretario general, el bandeirante Luís Pedroso de Barros, y en la redacción, los bandeirantes Manuel Preto y Manuel de Borba Gato y el filósofo liberal Diogo Antônio Feijó y decenas de nombres más. El editorial de ese tercer número decía que "el formidable éxito de nuestro segundo número nos hizo lanzarnos rápidamente al tercero. Fue un evento verdaderamente notable. La edición de miles de ejemplares desapareció en un santiamén… es que, para el sentimiento creciente de los paulistanos, hacía falta un estallido reconfortante, que el pueblo, en vano, ha buscado en los mítines y más manifestaciones que siguen".
Sin embargo, tanto en el editorial como en los artículos que componen esta edición, se pudo notar que el radicalismo ostensible y ofensivo con relación a Brasil y otros estados de la Federación se había suavizado, diluyendo el tono atrevido y duro. Pero el blanco privilegiado de la crítica de O Separatista siguió siendo los [[Revolución brasileña 
de 1930|revolucionarios de octubre de 1930]] :
"En 1930 los estados de Minas Gerais y Rio Grande del Sur, además de Paraíba, con el pretexto de conquistar la observancia de los principios liberales, atacaron São Paulo".
De la misma forma, continuó la campaña separatista basada en la pérdida económica de São Paulo, derivada de su conexión con el resto de Brasil. A pesar de declarar que no tenía poder para defender los intereses de los industriales paulistas, el artículo "Industrias Protegidas", presentaba el balance de la Companhia Antarctica Paulista y demostraba que ella sola aportaba el 20/21 de sus ingresos a la Federación:
"¿Vale la pena seguir trabajando y produciendo en esta y otras industrias de São Paulo en estas condiciones? Es doloroso, es irritante que una industria de São Paulo tenga que dividir sus ganancias en 21 partes, para que tenga que dar 20 a el gobierno de Rio de Janeiro y… ¡apoderarse el 21/1 para correr los riesgos del comercio!"

## Extinción
A raíz de los acontecimientos de la guerra paulista, O Separatista dejó de circular. Eso sucedió en junio de 1932, según afirma Paulo Nogueira Filho. El fundador, Rubens Borba de Morais, en anotaciones sólo a los originales, aclara que "la Revolución de 1932 y nuestro alistamiento en el Batallón de la Liga de Defensa Paulista hicieron cesar la publicación".